# Elaphoglossum dombeyanum
Elaphoglossum dombeyanum là một loài dương xỉ trong họ Dryopteridaceae. Loài này được Fée T.B. Moore & Houlston mô tả khoa học đầu tiên năm 1851.